# ECMAScript for XML
ECMAScript for XML(E4X)는 ECMA스크립트(액션스크립트, 자바스크립트 및 J스크립트 포함)에 기본 XML 지원을 추가하는 표준 ISO/IEC 22537:2006 프로그래밍 언어 확장이다. 목표는 XML 문서에 액세스하기 위해 더 간단한 구문을 사용하는 DOM 인터페이스에 대한 대안을 제공하는 것이다. 또한 XML을 표시하는 새로운 방법을 제공한다. E4X가 출시되기 전에는 XML이 항상 개체 수준에서 액세스되었다. 대신 E4X는 XML을 기본 요소(예: 문자, 정수 및 부울)로 처리한다. 이는 더 빠른 액세스, 더 나은 지원 및 프로그램의 구성 요소(데이터 구조)로서의 수용을 의미한다.
E4X는 Ecma 인터내셔널에 의해 ECMA-357 표준으로 표준화되었다. 2004년 6월에 첫 번째 판이 출판되었고, 2005년 12월에 두 번째 판이 출판되었다.
E4X 표준은 2014년에 모질라 재단에 의해 구식화되었다.

## 브라우저 지원
E4X는 OpenOffice.org 및 기타 여러 프로젝트에서 사용되는 모질라의 라이노에서 지원된다. 또한 플래시 가상 머신에 사용되는 자바스크립트 엔진인 타마린(Tamarin)에서도 지원된다. Nitro(Safari), V8(Google Chrome), Carakan(Opera), Chakra(Internet Explorer 및 Chromium Edge 이전)와 같은 다른 일반적인 엔진에서는 지원되지 않는다.
E4X는 스파이더몽키(파이어폭스 및 선더버드에서 사용됨)에서도 지원되었지만 제거되었다. 파이어폭스 10에서는 ECMAScript 5 "엄격 모드"가 활성화되면 E4X 구문이 스파이더몽키에서 더 이상 허용되지 않는다. 브렌던 아이크에 따르면, "이것은 스파이더몽키에서 E4X에 대한 지원 중단이 시작되었음을 알리는 신호이다." 그리고 "파이어폭스 17에서는 웹페이지(콘텐츠)에 대해 기본적으로 비활성화되었으며, 파이어폭스 20에서는 Chrome에 대해 기본적으로 비활성화되었으며, 파이어폭스 21에서는 제거되었다."

## 예시
```
var
 
sales
 
=
 
<
sales
 
vendor
=
"John"
>

    
<
item
 
type
=
"peas"
 
price
=
"4"
 
quantity
=
"6"
/>

    
<
item
 
type
=
"carrot"
 
price
=
"3"
 
quantity
=
"10"
/>

    
<
item
 
type
=
"chips"
 
price
=
"5"
 
quantity
=
"3"
/>

  
</
sales
>;

alert
(
 
sales
.
item
.(
@
type
 
==
 
"carrot"
).
@
quantity
 
);

alert
(
 
sales
.
@
vendor
 
);

for
 
each
(
 
var
 
price
 
in
 
sales
..
@
price
 
)
 
{

  
alert
(
 
price
 
);

}

delete
 
sales
.
item
[
0
];

sales
.
item
 
+=
 
<
item
 
type
=
"oranges"
 
price
=
"4"
/>;

sales
.
item
.(
@
type
 
==
 
"oranges"
).
@
quantity
 
=
 
4
;

```